# Литовченко, Евгений Анатольевич
Евгений Анатольевич Литовченко (род. 8 марта 1971, село Лесовичи, Таращанский район, Киевская область, Украинская ССР, СССР) — украинский насильник и убийца, орудовавший на территории России и Украины. Гражданин Украины. Является основным подозреваемым в совершении серии изнасилований и убийств малолетних детей, которая произошла в период с 2006 по 2014 год на территории Ленинградской области. После ареста в 2014 году на территории России Евгений Литовченко дал признательные показания в совершении изнасилований и не менее 4 убийств, однако 6 июня 2014 года в ходе проведения следственного эксперимента он, воспользовавшись халатностью сотрудников конвойной службы полиции, совершил побег, после чего в июле того же года совершил убийство 18-летней девушки в Киеве. В октябре 2014 года Литовченко был осуждён за это убийство и получил в качестве уголовного наказания пожизненное лишение свободы. После осуждения Литовченко правительство Российской Федерации совместно со Следственным комитетом Российской Федерации собирало документы и вело переговоры с правительством Украины о том, чтобы Украина экстрадировала его на территорию России для проведения судебного процесса по обвинению в серии убийств и изнасилований в Ленинградской области. Но из-за разрыва дипломатических отношений между двумя государствами переговоры были прекращены, вследствие чего настоящее количество жертв Евгения Литовченко и истинный масштаб его преступный деяний в России так и не был установлен.

## Биография

### Ранние годы
Евгений Литовченко родился 8 марта 1971 года в селе Лесовичи (Украинская ССР). Детство и юность провёл в социально благополучной обстановке. Оба родителя Евгения вели законопослушный образ жизни, не имели вредных привычек, отрицательно влияющих на благосостояние семьи в целом. После окончания школы Литовченко окончил одно из местных ПТУ и начал трудовую карьеру. После развала СССР и последовавших за ним экономических реформ семья Литовченко стала испытывать материальные трудности. В течение 1990-х Литовченко сменил несколько профессий, занимаясь в основном низкоквалифицированным трудом, после чего в 1999 году покинул родное село, заявив родственникам, что отправляется в Санкт-Петербург на заработки. Перебравшись на территорию России, Литовченко остановился в Ленинградской области, найдя жильё и работу на кладбище в городе Отрадное, где он вскоре совершил серию изнасилований несовершеннолетних девочек. Литовченко подозревался в совершении не менее 8 изнасилований, но официально ему были предъявлены обвинения в 3 из них. В 2000 году он был осуждён и получил в качестве уголовного наказания 12 лет лишения свободы.
В 2009 году Литовченко получил условно-досрочное освобождение и вышел на свободу, после чего вернулся на территорию Ленинградской области, где снова нашел жильё в Отрадном и устроился землекопом на местном кладбище. 21 июля 2012 года он женился на одной из местных женщин, однако через год его супруга подала на развод. Супруга Литовченко утверждала, что уличила Евгения в супружеской измене. Согласно её показаниям, после предъявления доказательств измены он не стал отпираться и согласился развестись. После развода Литовченко начал сожительствовать с другой женщиной, которая также проживала в городе Отрадное. С ней он проживал вплоть до своего ареста в апреле 2014 года. Обе женщины после ареста Литовченко характеризовали его в целом положительно. Они отмечали, что в семейной жизни он был безотказным и неконфликтным человеком, который никогда не подвергал их агрессии и не демонстрировал признаков девиантного поведения, несмотря на интровертность и практически полное отсутствие друзей.

### Арест и разоблачение
В апреле 2014 года Евгений Литовченко совершил очередное изнасилование. В деревне Городищи Кировского района недалеко от места работы он обманом увёз в лес восьмиклассницу и изнасиловал. Согласно показаниям жертвы, Литовченко после сексуального насилия собирался задушить её, но она оказала ему ожесточенное сопротивление и сумела сбежать. Девушка запомнила приметы нападавшего и автомобильный номер его машины, и Литовченко вскоре был задержан. В ходе допросов, не выдержав давления следствия, Литовченко в конечном итоге признался в двух убийствах и написал четыре явки с повинной: об изнасиловании летом 2010 года двух девочек в посёлке Невская Дубровка Всеволожского района, об изнасиловании и убийстве девочки в одном из садоводческих товариществ на территории того же района в 2012 году, а также в изнасиловании и убийстве 28-летней молодой женщины в садоводстве «Дружба» Всеволожского района Ленинградской области. Литовченко также утверждал, что умудрился изнасиловать и убить несовершеннолетнюю девочку в тот период, когда он находился в колонии-поселении в Кингисеппском районе, куда был этапирован из исправительной колонии в 2006 году. В ходе следствия преступник также неожиданно признался в убийстве шестилетнего Павла Костюнина. Мальчик пропал без вести 6 декабря 2011 года в Отрадном при странных обстоятельствах. Он вышел из школы и не дошёл до дома несколько сотен метров. В ходе расследования его исчезновения в разное время следствие рассматривало версию о похищении его цыганами, которые в тот период проживали в Отрадном, версию о дорожно-транспортном происшествии, в ходе которого мальчик был сбит на дороге автомобилем, водитель которого, испугавшись уголовной ответственности, вывез его тело в неизвестном направлении. Родители Костюнина также проходили в уголовном деле в качестве подозреваемых, вследствие чего была проведено тестирование на полиграфе, по результатам которого их причастность к исчезновению сына не была подтверждена. Дело об исчезновении Костюнина вызвало общественный резонанс. Оно находилось на особом контроле Председателя Следственного комитета России Александра Бастрыкина, а Губернатор Ленинградской области Александр Дрозденко обещал вознаграждение за достоверную информацию о местонахождении ребенка – до 500 тысяч рублей. Евгений Литовченко в это время также проживал в Отрадном и продолжал работать на местном кладбище.
На одном из допросов Литовченко заявил, что в тот день ехал на автомобиле мимо дома Павла, увидел его, остановил автомобиль и затащил его внутрь. Косвенным подтверждением признательных показаний Литовченко стала детализация звонков с мобильного телефона Костюнина. За несколько минут до исчезновения он позвонил маме и сказал ей, что будет дома с минуты на минуту, после чего совершил ещё один исходящий вызов, который был быстро сброшен. После этого телефон ребёнка был выключен.

### Побег 6 июня 2014 года
В ходе расследования во время одного из допросов Евгений Литовченко согласился показать следователям место, где он похоронил тело убитого Павла Костюнина. Первоначально Литовченко утверждал, что утопил тело мальчика в реке Нева и даже указал примерное место сброса тела на берегу. Однако вскоре он изменил свои показания и заявил, что в действительности задушил ребёнка и закопал его труп в лесном массиве в 300 метрах от железнодорожной станции Горы у 84-й опоры ЛЭП на территории города Отрадное. 6 июня 2014 около 13.40 часов во время проведения следственных мероприятий в районе Отрадное Кировского района Ленинградской области Евгений Литовченко совершил побег. 6 июня следователь из СУ СК Ленобласти вёл арестанта на поиски трупа Паши Костюнина. Конвой осуществляли двое оперативников — Евгений Костюк и подполковник Денис Царёв. Согласно свидетельствам Костюка, после приезда на местность Литовченко попросил снять кофту, потому что было жарко, после чего Костюк пристегнул ему руки наручниками спереди, но отстегнул от себя. Денис Царёв и следователь всё это видели, но никак не отреагировали. После этого следователь отправил конвоиров в лес с Литовченко искать труп Костюнина, но сам с ними по какой-то причине не пошёл. Евгений Костюк утверждал, что после нескольких минут блужданий по болотистой местности его напарник Царёв почему-то покинул их, отвлёкшись, по одной из версий, на телефонный звонок, вследствие чего Литовченко с Костюком остались один на один. Через несколько минут Литовченко указал место захоронения тела Павла Костюнина и попросил разрешение отойти в сторону справить нужду. Из показаний Евгения Костюка:
Он справлял нужду, я стоял в 3 метрах рядом, сбоку. Я был с палкой, ковырял яму на предмет обнаружения трупа, потом Литовченко начал движение, я положил палку и пошёл за ним... В какой-то момент Литовченко ускорился. Я сделал ему замечание: «Женя, стой!», и тоже ускорился. Я побежал за ним, достал пистолет, перезарядил его... дослал патрон в патронник... выстрелил в его сторону, всё это было сопровождено криками «стоять!»
Во время побега Литовченко на ходу умудрился сбросить с себя резиновые сапоги большого размера, после чего продолжил бежать босиком. Евгений Костюк пытался догнать Литовченко, но в результате неудачного падения поскользнулся о бурелом и подвернул ногу, в результате чего Литовченко удалось уйти.
После совершения побега Евгения Литовченко Следственным управлением по Северо-Западному федеральному округу Следственного комитета была проведена доследственная проверка по факту побега, после чего было возбуждено уголовное дело в отношении конвоиров по статье «халатность».
Об этом вскоре заявил СМИ официальный представитель СК РФ Владимир Маркин:
43-летний Евгений Литовченко был задержан в апреле 2014 года по подозрению в изнасиловании четырнадцатилетней девочки. У следствия есть основания полагать, что Литовченко совершил не только указанное преступление, но и мог быть причастен к совершению ещё не менее десяти аналогичных преступлений. Он проверялся и на причастность к совершению особо тяжкого преступления в отношении Паши Костюнина, который вышел из школы в декабре 2011 года и пропал. Уголовное дело по факту безвестного исчезновения Паши Костюнина расследуется Главным следственным управлением СК России. В рамках этого уголовного дела в лесном массиве Кировского района Ленинградской области проводились следственные действия с Литовченко, в ходе которых ему удалось скрыться.
Евгений Костюк утверждал, что непосредственная вина лежит на их руководителях, которые вопреки приказам МВД, регламентирующим правила и положения конвоирования подозреваемых и обвиняемых в совершении преступлений, назначили их конвоирами Евгения Литовченко, несмотря на то, что они не проходили изучение специальных инструкций по конвоированию, в частности не знали, что подозреваемого необходимо было пристёгивать к себе наручниками. По словам Евгения Косюка, на ошибки конвоирования ему указали только после побега Литовченко вечером того же дня в кабинете замначальника управления уголовного розыска полковника Олега Колесникова:
На том совещании мне объяснили все наши ошибки: что мы были не вооружены, что мы были не по форме одеты, что он не был пристёгнут ко мне, что нас в конвое было двое, а не трое… что с нами не было проведено инструктажа… Объяснили в десять вечера после побега. …Если бы я до этого знал, как правильно всё делать, я бы сделал всё, как нужно. Так, как делал всегда, и в университете, и за время своей службы…
В конечном итоге Евгений Костюк и Денис Царёв по результатам доследственной проверки были с позором уволены из правоохранительных органов. Кроме того, были уволены и их непосредственные руководители: непосредственный начальник оперов-конвоиров Александр Румянцев и начальник ОРЧ № 4 Валерий Булычёв. После побега Литовченко был объявлен в федеральный розыск. В ходе мероприятий по его розыску была создана оперативная группа, по тревоге был поднят весь личный состав ОМВД России по Кировскому району Ленобласти и Главного управления уголовного розыска МВД РФ. В поисковой операции участвовали около 400 сотрудников органов правопорядка: 150 бойцов ОМОНа, 120 сотрудников ППС, около 100 полицейских из подразделения общественной безопасности и оперативников из нескольких ОМВД Петербурга и Ленобласти, кинологи с собаками и вертолёты с использованием тепловизора. Поиски Литовченко продолжались как на территории Ленобласти, так и в Санкт-Петербурге. Полиция контролировала все выезды из города, аэропорты, морские, железнодорожные и автобусные вокзалы. За помощь в поимке преступника полиция обещала награду в 1 миллион рублей, однако результата это не дало, после чего 10 июня Литовченко был объявлен в международный розыск.

### Повторный арест
Евгений Литовченко был задержан 5 июля 2014 года на территории города Херсон. После побега, перебравшись в Украину, Литовченко успел совершить ещё одно убийство, сопряжённое с изнасилованием. Его жертвой стала студентка Академии внутренних дел Украины, 18-летняя Алина Тимощук. Литовченко совершил нападение на девушку 3 июля того же года около 15:00 в районе села Вита-Почтовая Киево-Святошинского района Киевской области. На момент своей смерти Алина Тимощук уже год училась в филиале Академии внутренних дел Украины, расположенной как раз вблизи села Вита-Почтовая. В тот день Алина сдала очередной экзамен и шла от лагеря к автобусной остановке, чтобы уехать к родителям, живущим неподалёку. Литовченко увидев девушку, некоторое время её преследовал, после чего напал в тот момент, когда она намеревалась зайти на пешеходный мост, чтобы перейти трассу «Киев-Одесса». Утащив Алину Тимощук в густую лесополосу, Евгений Литовченко изнасиловал девушку и убил, после чего похитил у неё деньги, золотые украшения и мобильный телефон. Во время нападения Литовченко сильно избил её. Судебно-медицинская экспертиза впоследствии установила, что кровоизлияния от ударов Литовченко были обнаружены даже в желудке и других внутренних органах девушки. Алина Тимощук являлась дочерью бывшего бойца подразделения «Беркут» и погибла в день своего 18-летия. В ходе расследования преступления специалисты Управления специальных технических мероприятий милиции Киевской области запустили пеленг мобильного телефона погибшей. Первый раз мобильный телефон Алины Тимощук был запеленгован 3 июля на вокзале в Киеве, а второй — в городе Херсон. Через несколько часов после того, как мобильный телефон был запеленгован в Херсоне, его местонахождение было установлено, и Евгений Литовченко был арестован в Скадовском районе Херсонской области, когда находился в автобусе. Во время ареста среди вещей Литовченко были обнаружены все вещи, которые он похитил у убитой девушки. После ареста Евгений Литовченко рассказал сотрудникам правоохранительных органов о том, что после побега 6 июня ему удалось перебраться на Украину всего за 2 дня. Согласно его свидетельствам, после того как ему удалось убежать от конвоиров, он отправился в противоположную сторону от железнодорожной станции Горы, где, сделав «крюк», забрёл на строящийся объект, на котором рабочие помогли ему снять наручники. Проведя на стройке одну ночь, он, никем не замеченный, явился на железнодорожную станцию Горы, где ночью проник в товарный вагон. В составе грузового поезда он покинул территорию России и переехал на территорию Белоруссии до города Гомель, после чего пешком пересёк границу Белоруссии и Украины. Оказавшись в Черниговской области, он автостопом добрался до родного села Лесовичи. Прожив несколько недель у родственников, он вскоре по совету матери решил перебраться к родственникам на побережье Чёрного моря.

### Суд
В августе 2014 года адвокат Литовченко подал ходатайство о проведении судебно-психиатрической экспертизы для установления степени его вменяемости, которое было удовлетворено. По результатам судебно-психиатрической экспертизы он был признан вменяемым. Судебный процесс открылся в сентябре 2014 года и продлился всего месяц. На судебных заседаниях Евгений Литовченко сохранял полное хладнокровие и был немногословен. Вину в совершении убийства Алины Тимощук он признал, но не выразил никакого раскаяния. Литовченко отказался от суда присяжных, а назначенный ему адвокат не смог ничего сказать в защиту своего подопечного.
17 октября 2014 года Евгений Литовченко Киево-Святошинским районным судом был признан виновным в совершении убийства Алины Тимощук, после чего суд назначил ему уголовное наказание в виде пожизненного лишения свободы с отбыванием его на территории Украины. Суд не принял во внимание 6 изнасилований и 4 убийства, которые он совершил в России
.  
После ареста Евгения Литовченко в июле 2014 года руководство Генпрокуратуры РФ и ГУ МВД Петербурга и Ленобласти начало переговоры с Генпрокуратурой Украины о его экстрадиции на территорию Ленинградской области для проведения судебных процессов по обвинению в совершении серии убийств и изнасилований.
ГУ МВД Санкт-Петербурга после ареста Литовченко заявило, что договорённость об экстрадиции преступника на территорию Российской Федерации достигнута, однако в МВД Украины эту информацию вскоре опровергли, отметив что законодательство Украины не предполагают выдачу лиц, совершивших преступления на территории Украины, другим государствам, а сам Литовченко был арестован исключительно благодаря усилиям правоохранительных органов Украины, а не в результате совместной операции с российскими правоохранительными органами, о чем ранее сообщала пресс-служба  ГУ МВД Санкт-Петербурга. Дальнейшие переговоры представителям Генеральной прокуратуры РФ пришлось вести с министром МВД Украины Арсеном Аваковым, против которого Следственный комитет России возбудил уголовное дело и объявил его в международный розыск. Арсен Аваков подозревался в организации преступлений, предусмотренных статьями «Организация убийства», «Применение запрещенных средств и методов ведения войны», «Похищение человека», «Воспрепятствование законной деятельности журналиста». В ответ Аваков поблагодарил СК РФ за «высокую оценку его работы».
Комментарий представителя Генпрокуратуры РФ:
Нам его не выдадут однозначно. Хотя бы потому, что Аваков не захочет, он сам у нас подозреваемым числится, может, ему и самого себя нашим органам выдать?
В дальнейшие годы из-за разрыва дипломатических отношений между двумя странами переговоры об экстрадиции Евгения Литовченко были полностью прекращены, и он так и не был осуждён за совершение серии убийств и изнасилований на территории Российской Федерации.